# Улица Преображенского (Вологда)
Улица Преображенского — улица в Вологде, расположенная в Южном жилом районе. Начинается от ныне неработающего железнодорожного переезда в районе улицы Товарная и заканчивается на пересечении с Окружным шоссе. Улица названа в честь Героя Советского союза, генерала-полковника Евгения Преображенского.

## История
Трасса улицы в целом повторяет маршрут исторической дороги, ведшей из Вологды в сторону Санкт-Петербурга. После постройки В 1920-е годы к югу от дороги Октябрьского посёлка её нечётная сторона была застроена частными жилыми домами, частично сохранившимися до сих пор. В 1928 году вместе с Октябрьским посёлком вошла в городскую черту под названием Ленинградского шоссе. После введения в строй Ленинградского моста и закрытия сквозного движения через железнодорожные переезды в районы улиц Кирова и Товарной утратила своё значение в качестве транспортной магистрали.

## Перспективы развития улицы
В 2012 году планируется произвести ремонт дорожного покрытия на улице Преображенского. В 2009 году сообщалось, что в планах городской администрации есть укладка асфальта на участке в 600 метров между улицами Щетинина и Окружное шоссе (до места начала дороги на Череповец и Санкт-Петербург). Впоследствии в этом месте должна появиться кольцевая развязка. Её строительство запланировано также на 2012 год.
Планом развития Южного жилого района Вологды предусмотрено включение улицы Преображенского в новую широтную городскую магистраль. Далее трасса магистрали пойдёт вдоль железной дороги, пересечёт улицу Ленинградскую и соединит улицу Преображенского через Говоровский проезд с улицей Можайского.

## Застройка
Улица застроена на всём своём протяжении. Нечётную (южную) сторону улицы занимают преимущественно жилые дома, в том числе частная деревянная малоэтажная застройка и жилые многоэтажные дома типовых серий.
Чётную (северную) сторону улицы занимают офисные здания и промышленная застройка.